# هيلا روت
هيلا روت (بالألمانية: Hella Roth)‏ هي لاعب هوكي الحقل ألمانية، ولدت في 21 سبتمبر 1963 في شتوتغارت في ألمانيا.

## وصلات خارجية
- هيلا روت على موقع اللجنة الأولمبية الدولية (الإنجليزية)
- هيلا روت على موقع أوليمبيديا (الإنجليزية)